# Gounzoureye
Gounzoureye è un comune rurale del Mali facente parte del circondario di Gao, nella regione omonima.